# Artur Elsner
Artur Elsner (Porto Alegre, 24 de junho de 1899 — Porto Alegre, 2 de maio de 1978) foi um compositor, maestro, acordeonista, pianista e baterista brasileiro.
Nasceu cego. Aos oito anos de idade mudou-se para o Rio de Janeiro, onde ingressou no Instituto Benjamin Constant. Educou-se através do Sistema Braille, através do qual também estudou música.
Em 1913 voltou a Porto Alegre e, pouco depois, passou a dirigir a banda municipal da cidade.
Sua obra está impedida de ser melhor apreciada em razão de dois graves incidentes que quase a destruíram em sua totalidade: a enchente na cidade de Porto Alegre em 1941, e o incêndio da Rádio Farroupilha, provocado por populares revoltados com a morte do então presidente Getúlio Vargas.

## Composições
- Minuano
- Rapsódia 1835